# سیارک ۴۶۵۱۳
سیارک ۴۶۵۱۳ (به انگلیسی: 46513 Ampzing، نامگذاری:1972FC) چهل و شش هزار و پانصد و سیزدهمین سیارک کشف شده‌است که در ۱۶ مارس ۱۹۷۲ کشف شد.